# Růžena Herlingerová
Růžena Herlingerová, née le 8 février 1893 à Tábor et morte le 19 février 1978 à Montréal, est une chanteuse et professeure de chant canadienne d'origine tchèque, connue pour avoir interprété et promu les œuvres de compositeurs européens contemporains dans les années 1920 et 1930.

## Jeunesse et éducation
Růžena Herlingerová étudie le piano et le chant dès son enfance et se forme à Vienne et à Berlin, où elle s'installe en 1910.

## Carrière
Décrite comme soprano et mezzo-soprano, elle a interprété et promu des œuvres de compositeurs européens modernes,. Parmi eux : Maurice Ravel, Erik Satie, Paul Pisk, Anton Webern, Ernst Krenek, Gustav Mahler et Alban Berg. Ce dernier a écrit une aria de concert, Der Wein, pour elle,. Elle est active au sein de la Société internationale de musique contemporaine de Vienne,. « Elle a une voix d'une beauté supérieure et d'une grande culture », écrivit un critique en 1934, « tandis que son phrasé et son expression témoignent d'une grande musicalité et d'un grand goût. »  En 1935, elle revient à Prague avec son mari, l'avocat, homme politique et publiciste Alfred Herlinger, et leur petite fille. Elle a commencé à travailler comme cheffe de chœur à la Radio tchécoslovaque de Prague et a enseigné le chant. Son mari décède le 29 janvier 1936.
En raison de son origine juive, elle a dû fuir la Tchécoslovaquie en 1938. Pendant la Seconde Guerre mondiale, elle vit en Angleterre et chante pour les soldats britanniques. Après la guerre, elle revient à Prague pendant quelques années, pour diriger à nouveau le Chœur de la Radio de Prague.
Elle déménage au Canada en 1949. Elle a enseigné le chant au Conservatoire de musique du Québec (CMM) de 1957 à 1962, puis à l'Université McGill de 1963 à 1970. Ses étudiants canadiens notables comprennent Claire Gagnier, Joseph Rouleau, Huguette Tourangeau et André Turp.

## Vie personnelle
Elle devient citoyenne canadienne à l’âge de 71 ans, en 1954. Elle décède le 6 septembre 1978, à l'âge de 85 ans, à Montréal. Une collection de ses documents se trouve dans la collection Oskar Morawetz de la Division de la musique de Bibliothèque et Archives Canada, à Ottawa,.